# Silvio Luoni
Silvio Luoni (ur. 7 lipca 1920 w Busto Arsizio, zm. 11 kwietnia 1982) – włoski duchowny rzymskokatolicki, arcybiskup tytularny, dyplomata papieski.

## Biografia
1 października 1944 otrzymał święcenia prezbiteriatu i został kapłanem archidiecezji mediolańskiej.
W 1971 papież Paweł VI mianował go stałym obserwatorem Stolicy Apostolskiej przy Biurze Narodów Zjednoczonych i Agencjach Wyspecjalizowanych w Genewie.
15 maja 1978 ten sam papież przeniósł go na urząd pronuncjusza apostolskiego w Tajlandii i delegata apostolskiego w Laosie, Malezji i Singapurze oraz mianował arcybiskupem tytularnym turrizyjskim. 25 czerwca 1978 w kościele śś. Piotra i Pawła w Mediolanie przyjął sakrę biskupią z rąk arcybiskupa mediolańskiego kard. Giovanniego Colombo. Współkonsekratorami byli substytut Sekretariatu Stanu abp Giuseppe Caprio oraz sekretarz Kongregacji Rozkrzewiania Wiary abp Duraisamy Simon Lourdusamy.
W 1980 przeszedł na emeryturę. Zmarł 11 kwietnia 1982.